# Район Фон На Кео
17°13′16″ пн. ш. 104°17′24″ сх. д. / 17.221111111111° пн. ш. 104.29° сх. д.
Пхо́н-На-Ке́о (тай. โพนนาแก้ว, вимовляється [pʰōːn nāː kɛ̂ːw]) — район (амфо) провінції Саконнакхон, на північному сході Таїланду.

## Історія
Малий район (королівська амфора) був створений 1 квітня 1991 року, коли чотири тамбони Бан Фон, На Каео, На Тонг Ваттана і Бан Паен були відокремлені від району Муанг Сакон Накхон. 5 грудня 1996 року він був підвищений до рівня повного району.

## Географія
Сусідніми районами є (з півдня за годинниковою стрілкою) Кхоксі Суфан, Муеанг Сакон Накхон і Кусуман провінції Сакон Накхон, Пла Пак, Хуай Пхуенг і Ванг Ян провінції Накхон Фаном.

## Адміністрація
Район поділяється на п'ять підрайонів (тамбонів), які своєю чергою поділяються на 48 сіл (мубанів). Муніципальних районів (тесабан) і ще п'яти тамбонів не існує.